# Cantó de Rouillac
El cantó de Rouillac és un cantó francès del departament del Charente, situat al districte de Cognac. Té 16 municipis i el cap és Rouillac.

## Municipis
- Anville
- Auge-Saint-Médard
- Bignac
- Bonneville
- Courbillac
- Genac
- Gourville
- Marcillac-Lanville
- Mareuil
- Mons
- Montigné
- Plaizac
- Rouillac
- Saint-Cybardeaux
- Sonneville
- Vaux-Rouillac

| Data d'elecció                           | Identitat        | Partit                     | Qualitat |
| ---------------------------------------- | ---------------- | -------------------------- | -------- |
| 1945-1951                                | Paul Boismorand  | RGR                        |          |
| 1951-19..                                | M. Chollet       | PPUS                       |          |
| 19..-1976                                | M. Lacroix       | radical, després MRG       |          |
| 1976-2001                                | Claude Mesnard   | UDF-radical                |          |
| 2001-                                    | François Bonneau | Divers droite, després UMP |          |
| les dades anteriors no són pas conegudes |                  |                            |          |
|                                          |                  |                            |          |